# Ángel Sánchez Candil
Ángel Sánchez Candil (Madrid, España, 19 de agosto de 1960) es un exfutbolista español que se desempeñaba como centrocampista.

## Clubes
| Club                         | País   | Año       |
| ---------------------------- | ------ | --------- |
| Real Madrid Castilla C. F.   | España | 1982-1985 |
| R. C. Deportivo de La Coruña | España | 1985-1987 |
| Rayo Vallecano               | España | 1987-1992 |

Balompédica Linense